# Draskovich János (főispán)
Gróf trakostyáni Draskovich János (1675 körül – Klenovnik, 1733. július 21.) nagybirtokos főnemes, Baranya és Valkó vármegye főispánja, altábornagy, királyi főkamarás, horvát bán.

## Élete
1675 körül született, édesapja Draskovich János gróf főudvarmester és főispán, édesanyja Nádasdy Mária Magdolna grófnő. Az apai nagyszülei Draskovich János gróf nádor és Thurzó Borbála grófnő voltak. Az anyai nagyszülei gróf Nádasdy Ferenc országbíró és gróf Esterházy Anna Júlia voltak. Tanulmányait Itáliában, azon belül is Bolognában és Rómában végezte. 1698-tól Valkó és Baranya vármegye örökös főispánja, mely hivatalában bátyját követte. A baranyai főispánságra való igényéről akkor sem mondott le, amikor 1705-ben Nesselrode Ferenc pécsi püspök azt saját maga és a mindenkori püspökök számára visszaszerezte. 1704-ben Rákóczi ellen harcolt, 1708-tól tábornoki rangban. 1705-ben I. József királyi főkamarássá nevezte ki. 1716-tól a horvát nemzeti milícia parancsnoka volt altábornagyi rangban, s mint ilyen a török seregek ellen harcolt. 1721-től Pálffy János horvát bán helytartója, majd 1731 végétől királyi főkamarási méltóságából a horvát báni székbe távozott, mely tisztét nem sokkal később bekövetkezett haláláig viselte.

### Családja
1704-ben vette feleségül Maria Catharina von Brandis grófnőt (1680–1751), három gyermekük ismert:
- János (1707–1735)
- József Kázmér (1716–1765) főtáborszernagy, Erdély főhadparancsnoka; neje: báró Malatinszky Zsuzsanna (1716–1786)
- Mária Erzsébet (1725–1782); 1. férje: gróf Keglevich Péter (?–1744); 2. férje: gróf Sermage Péter (1722–1771)